# Hamilton (Nueva York)
Hamilton es un pueblo ubicado en el condado de Madison en el estado estadounidense de Nueva York. En el año 2000 tenía una población de 5,733 habitantes y una densidad poblacional de 53 personas por km².

## Geografía
Hamilton se encuentra ubicado en las coordenadas 42°49′32″N 75°32′41″O / 42.82556, -75.54472.

## Demografía
Según la Oficina del Censo en 2000 los ingresos medios por hogar en la localidad eran de $ 38,917 y los ingresos medios por familia eran $50,565. Los hombres tenían unos ingresos medios de $31,500 frente a los $26,643 para las mujeres. La renta per cápita para la localidad era de $15,564. Alrededor del 14.4% de la población estaban por debajo del umbral de pobreza.